# Arachnothryx guettardioides
Arachnothryx guettardioides là một loài thực vật có hoa trong họ Thiến thảo. Loài này được Standl. ex Steyerm. mô tả khoa học đầu tiên năm 1967.